# 早戸大滝
早戸大滝（はやとおおたき）は、丹沢大山国定公園内、神奈川県相模原市緑区、早戸川源流部の大滝沢にある落差約50メートルの滝である。日本の滝百選に選ばれていることから名前はよく知られているが、一方で幻の大滝と呼ばれるように、滝までの行程が大変な為この滝を訪れる人は稀である。

## 行程
早戸川林道終点の少し手前の本間橋にある、2004年（平成16年）9月30日まで「丹沢観光センター」があった場所から、早戸川沿いに歩き、登り1時間55分、下り1時間35分（所要時間は、山と高原地図より）。行程は難路の登山道に分類されている。
本間橋からしばらくは林道に沿って歩く。魚留橋を過ぎて林道をさらに進むとやがて「伝道」と呼ばれているやや広いスペースに出る。以前はここまで車で行くことが出来た。ここから登山道に入る。途中、放棄された造林小屋を過ぎ、約30分程度登山道に沿って歩くと早戸川の河原に出て、ここからは登山道がなくなり河原歩きの遡行となる。
河原には丸太橋が架けられていることがあるが、台風等があるたびに流されていることが多く、必ずしも設置されているとは限らない。約20分で雷平と呼ばれる開けた場所に出る。ここから西へ原小屋沢、南へ大滝沢に分岐するので、南の大滝沢へ進む。
さらに30分程度沢を登っていくと、左手に早戸大滝への分岐が現れる。滝へは沢の手前でやや急峻な斜面を登って小尾根伝いに進み、早戸大滝前にある小滝の落ち口を渡河する必要がある。滝前は狭いテラスになっている。
かつては、丹沢観光センターまで車で行けたが、「早戸川国際マス釣場」にゲートができ、ゲートが閉じている場合がある。その場合、早戸川国際マス釣場から丹沢観光センター跡地まで、徒歩で片道約1時間。